# Karty na stół
Karty na stół (ang. Cards on the Table) – powieść kryminalna Agaty Christie. Wydana w 1936 roku.

## Opis fabuły
Herkules Poirot przyjmuje zaproszenie na obiad do domu pana Shaitany, człowieka, znanego z zamiłowania do prowokacji i organizowania, z iście diabelską fantazją wykwintnych przyjęć. Tym razem szaleniec postanowił udowodnić Poirotowi, że zbrodnia doskonała jest możliwa, a morderca potrafi być prawdziwym mistrzem w swym „fachu”. W tym celu zaprasza na to samo przyjęcie cztery osoby o nieposzlakowanej opinii i zdradza Poirotowi, że odkrył, iż są one winne zbrodni, których nikt nigdy nie był im w stanie udowodnić. Są to:
- Doktor Geoffrey Roberts – sympatyczny i ceniony lekarz z Harley Street.
- Pani Lorrimer – szacowna starsza dama.
- Major Despard – znany podróżnik, człowiek o bardzo bogatym życiorysie.
- Anna Meredith – piękna, tajemnicza młoda dziewczyna.

„Okazy” pana Shaitany rzecz jasna nie zdają sobie sprawy, w jakim celu zostały sprowadzone na przyjęcie. Nie wiedzą nawet tego, że ktokolwiek poznał ich wstydliwe sekrety. Jednak podczas posiłku pan Shaitana z prowokacyjnym uśmiechem wygłasza kilka sugestywnych aluzji. Następnie, dla rozładowania napiętej atmosfery proponuje gościom partię brydża, sam zaś udaje się na krótki spoczynek. Efekt łatwo było przewidzieć – wkrótce goście zauważają, że ich gospodarz został zasztyletowany, drzemiąc w fotelu.
Herkules Poirot postanawia oczywiście rozwikłać sprawę. Pomagają mu dawni przyjaciele, również obecni tego dnia na przyjęciu – Ariadna Oliver oraz inspektorzy Race i Battle. Sprawa jest niezwykle trudna, bowiem cała czwórka potencjalnych morderców miała niejedną okazję do popełnienia zbrodni. W pokoju było ciemno, a każdy z nich wielokrotnie wstawał od stołu pod różnymi pretekstami. Poirot uświadamia sobie, że tę wyjątkową zagadkę musi rozwiązać nieco inaczej niż inne – poprzez rozmowy z podejrzanymi, analizę ich charakteru oraz wykrycie dawnych sekretów.
Wkrótce okazuje się, że Shaitana nie mylił się, twierdząc, że każdy z tej czwórki popełnił niegdyś zbrodnię. Poirot, przy pomocy swoich przyjaciół oraz policji odkrywa, że doktor Roberts zabił kiedyś swoją pacjentkę, rozgłaszającą plotki o romansie między nimi, co mogło zniszczyć mu karierę, pani Lorrimer odpowiada za śmierć swojego męża, a major Despard podczas wyprawy do Afryki w obronie własnej zastrzelił męża swojej przyjaciółki. Natomiast Anna Meredith jest drobną złodziejką i zabiła kiedyś swoją pracodawczynię, kiedy ta przyłapała ją na kradzieży. W ostatniej sprawie, dowodów miała dostarczyć przyjaciółka Anny, Rhoda. Tymczasem panna Meredith zdecydowała się usunąć dziewczynę. Jednak podczas szamotaniny na łodzi to Anna wpada do wody i tonie.
Wykrycie dawnych sekretów podejrzanej czwórki nie zbliżyło jednak Poirota do ustalenia winnego ostatniej zbrodni. Jednak pewnego dnia pani Lorrimer popełnia samobójstwo, wysyłając pozostałym podejrzanym listy, w których przyznaje się do morderstwa pana Shaitany. Sprawa wydaje się zamknięta, lecz detektyw nie jest przekonany co do winy starszej kobiety.

## Rozwiązanie
Poirot, swoim zwyczajem, na samym końcu zbiera wszystkich by publicznie wyjawić prawdę. Okazuje się, że pani Lorrimer wcale nie była winna morderstwa Shaitany. Jej przyznanie się do winy zostało upozorowane przez prawdziwego mordercę, doktora Robertsa. Sfałszował on listy pani Lorrimer, a ją samą zabił, poprzez wstrzyknięcie środka pobudzającego, wchodzącego w niebezpieczną reakcję ze stosowanymi przez kobietę lekami.
Przekonany o winie doktora Poirot przygotował wcześniej zasadzkę – namówił młodego chłopca, by podał się za pracownika firmy myjącej okna i stwierdził, że podczas pracy wyraźnie widział, jak doktor zabija panią Lorrimer. Roberts daje się nabrać i przyznaje się do swoich zbrodni.